# یواس‌ان‌اس والی شیرا (تی-ای‌کی‌ای-۸)
یواس‌ان‌اس والی شیرا (تی-ای‌کی‌ای-۸) (به انگلیسی: USNS Wally Schirra (T-AKE-8)) یک کشتی است که طول آن ۲۱۰ متر (۶۸۹ فوت) می‌باشد. این کشتی  در سال ۲۰۰۹ ساخته شد.این کشتی به افتخار والی شیرا یکی از فضانوردان که در برنامه فضایی مرکوری حضور داشت و کاپیتان مرکوری 7 بود، نامگذاری شده است.